# Dystrykt Panjgur
Dystrykt Panjgur (beludżi/urdu: پنجگور) – dystrykt w południowo-zachodnim Pakistanie w prowincji Beludżystan. W 1998 roku liczył 234 051 mieszkańców (z czego 53,68% stanowili mężczyźni) i obejmował 36 316 gospodarstw domowych. Siedzibą administracyjną dystryktu jest Panjgur.